# 华南MALL

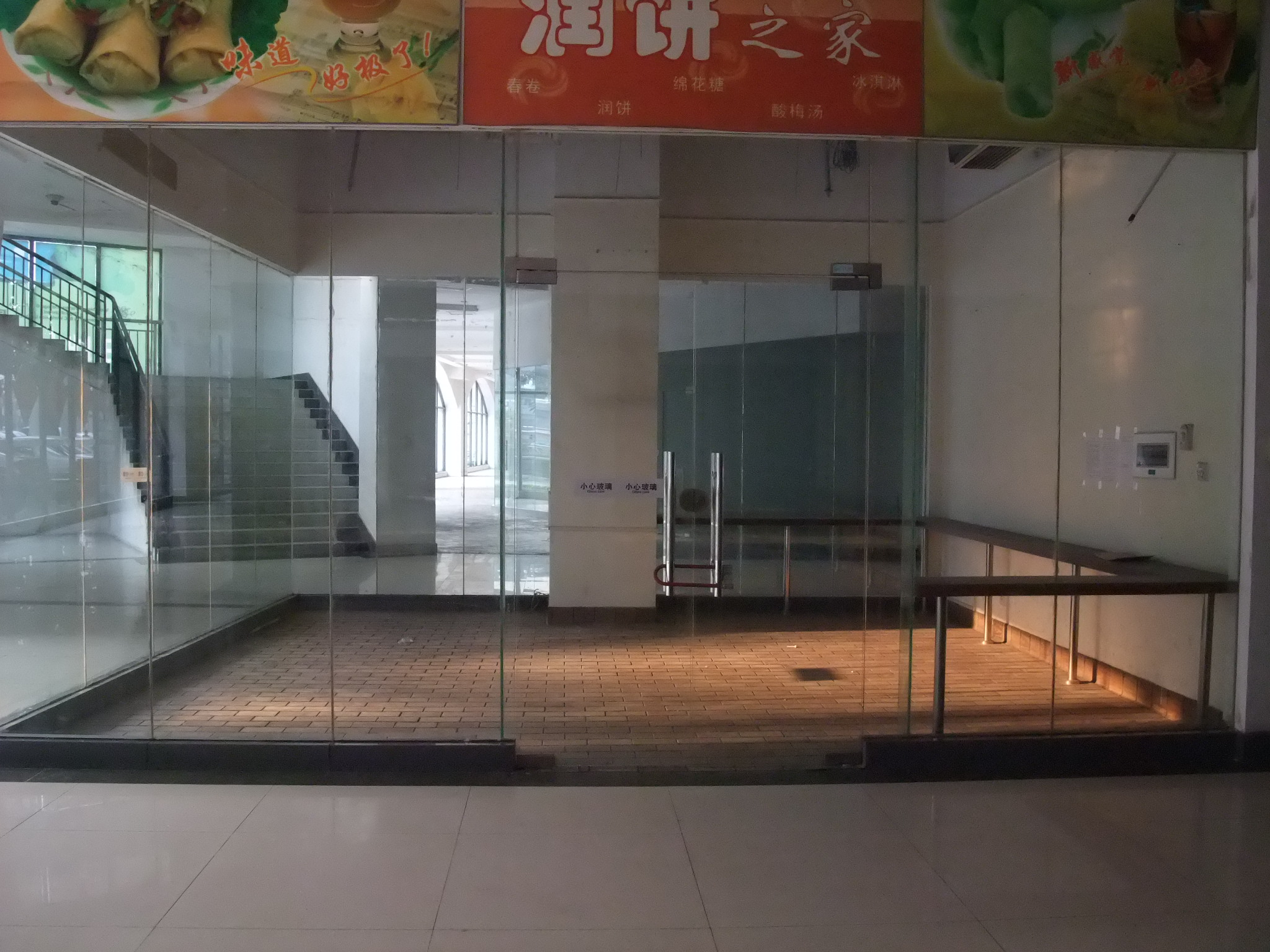
上千个空置的铺位之一

华南MALL位于广东省东莞市，曾是世界最大的购物中心、世界上最大的超级市场（按总可出租面积为基础排列），現時总面积世界排在第五位。 值得注意的是，自从在2005年开业以来，其空置率一直较高，商铺空置率一直保持在90%左右。直至2013年，华南MALL调整了经营定位，重新装修对外招租。其中天和百货进驻A1区，二十多家餐饮企业进驻A2区。将于2014年1月中旬正式对外营业。

## 概述
华南MALL 购物中心拥有超过1500个铺位，含659612平方米的出租面积（89.2万平方米的总面积）。
这个购物中心拥有七个世界著名城市为模板的的景区，包括阿姆斯特丹、巴黎、罗马、威尼斯、埃及、加勒比和加利福尼亚州。  购物中心里面包含一个85英尺高的凯旋门仿造和一个威尼斯的圣马可钟楼的仿造。
自从在2005年开业以来，这个购物中心一直都十分缺乏消费人群，特别是来自附近的居民。 有分析家指出，商场之所以有如此大的空置率，最主要的原因是其在东莞市的郊区地带（万江区），去那里唯一实用的方式只能是乘车。东莞市本身并没有机场，而且没有主要干线连接到该商场。
商场仅有的使用中的商铺是位于入口周围的几家西式快餐店，万达电影城，欢笑天地游乐中心，天和百货，蒙自源
计划中的香格里拉大酒店尚未建成。
从2007年7月19日起，该购物中心已改名为“新华南MALL·生活城”
该商场现由东莞市三元盈晖投资发展集团公司拥有。
2023年，该购物中心实施了大规模改造。

## 主要店鋪與設施
- 麥當勞
- 肯德基
- 必勝客
- 真功夫
- 時尚電器
- SPAR（超級市場）
- 東莞工場 Outlet mall
- 羽毛球館
- IMAX
- 万達電影（電影院）
- Nile Villa International Hotel（尼羅河国際大酒店）
- 東莞城市候機楼（廣州白雲機場、深圳寶安國際機場、香港國際機場接駁巴士站）

## 引用
1. 1 2  Van Riper, Tom. . Forbes. 2008-01-18  [2009-09-20]. （原始内容存档于2013-01-03）.
2. 1 2  Jo Steele. . Metro. October 29, 2009  [February 8, 2010]. （原始内容存档于2010-03-25）.
3. 1 2 3 4  Matthew Benjamin and Nipa Piboontanasawat. . The New York Times. April 17, 2007  [February 8, 2010]. （原始内容存档于2012-02-04）.
4. ↑  Donohue, Michael. . The National. Abu Dhabi Media Company. 2008-06-12  [2008-07-17]. （原始内容存档于2008-07-17）.
5. ↑  .   [2009-01-15]. （原始内容存档于2011-07-07）.
6. ↑  .   [2010-02-13]. （原始内容存档于2011-07-20）.

## 海外报导
- 中国が作った世界最大のショッピングモールが悲惨なことに…，日本语，2013年3月12日发表

23°2′15″N 113°43′14″E / 23.03750°N 113.72056°E